# Pirgos (Trifília)
Pirgos (grec antic: Πύργος o Πύργοι) era una antiga ciutat de Trifília, a l'Èlida. Estava situada a la desembocadura del riu Neda, a la frontera amb Messènia, segons Estrabó. Esteve de Bizanci la considera una ciutat de Messènia.
Segons Heròdot va ser un dels assentaments dels mínies, però no n'indica la situació. Els mínies van ocupar aquells territoris expulsant-ne els antics habitants, i es van apoderar de Lèpreon, Frixa, Macistos, Èpion i Núdion. Segons Polibi, Pirgos va rendir-se fàcilment a Filip V de Macedònia quan aquest rei va envair la regió i va ocupar Sàmicon l'any 219 aC.
S'ha localitzat, sembla, en una zona pròxima a l'actual ciutat de Pirgos, que adoptà el nom de l'antiga ciutat per bé que sembla que es troba sobre l'antiga Disponti.